# Santa Petronilla
Petronilla (Galilea, ... – Roma, I secolo) è stata una martire cristiana, identificata dalla tradizione con la figlia di Pietro apostolo e venerata come santa dalla Chiesa cattolica.

## Biografia

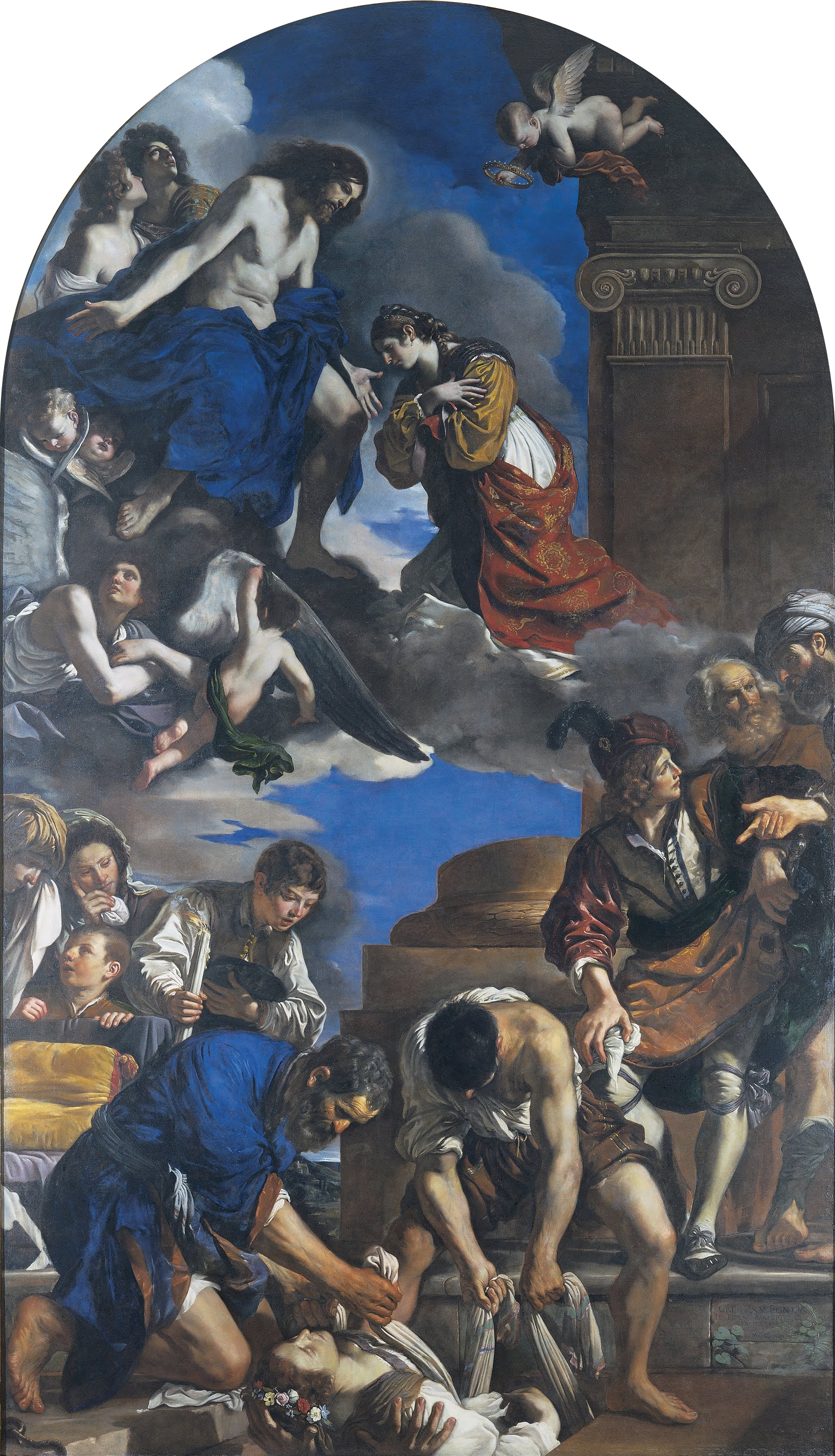
Sepoltura e gloria di santa Petronilla, Guercino, Musei Capitolini

Come molti santi dei primi tempi della Chiesa, poco o nulla si conosce di questa figura. Nella Passio dei santi Nereo e Achilleo composta nel V-VI secolo si afferma che Petronilla sia figlia di san Pietro.

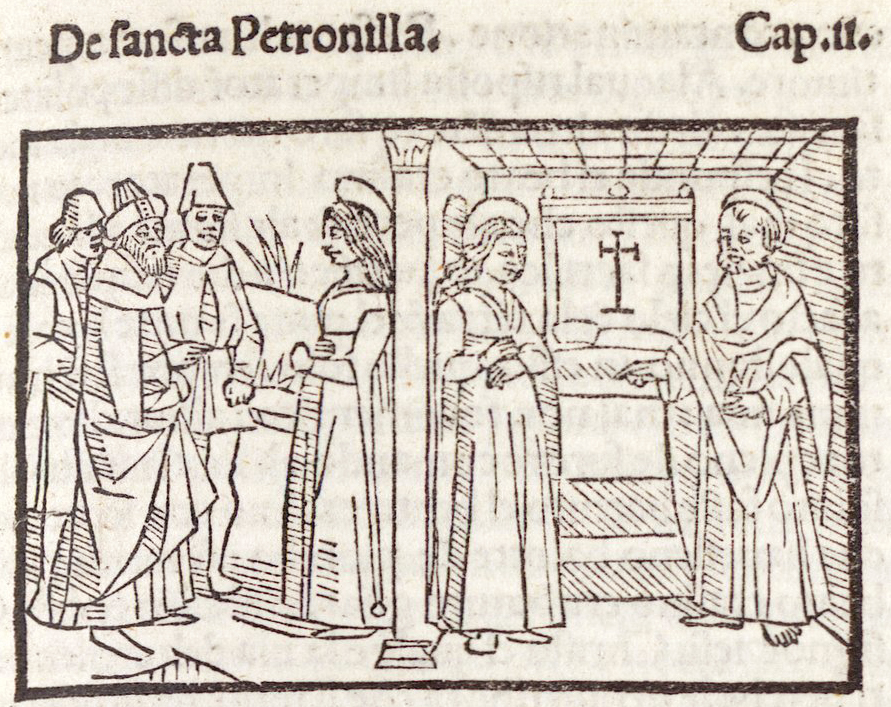
Petronilla nella Legenda Aurea (1497)

Le sole informazioni sicure, riguardanti il suo nome e il fatto che fosse una martire, sono scritte su un affresco del IV secolo presente della Basilica sotterranea della catacomba di Domitilla a Roma. Questo affresco, che è tutt'oggi il più antico affresco della cristianità, si trova dietro l'abside della Basilica fatta costruire da Papa Siricio tra il 390 e il 395 nelle catacombe sulla via Ardeatina dette di Domitilla. In questo affresco appare la scritta Petronella Mart.

## Culto e patronati
Il sarcofago, che custodiva le spoglie della santa, venne traslato in una cappella nei pressi della antica basilica di San Pietro in Vaticano da papa Paolo I nel 757 che da lei prese nome e posta sotto la protezione dei re di Francia, e tuttora è presente in San Pietro. 
Carlo Magno nell'800 visitò la cappella dove era custodito il corpo e pare venerasse molto questa santa. La tradizione vuole che Petronilla fosse figlia di san Pietro, anche se non vi sono prove o testimonianze che confermino questo fatto; oggi si ritiene che fu la somiglianza dei due nomi Pietro e Petronilla ad associare le due figure, anche se molti eruditi in passato quale Cesare Baronio ritenevano che Petronilla fosse una discepola molto legata a Pietro, una figlia quindi spirituale e non carnale, e pertanto ne avesse preso il nome. Certo è che a motivo di questa supposizione la Francia adottò la martire come propria patrona: la Francia è la prima figlia della Chiesa, come Petronilla era la figlia del primo capo della Chiesa.
Petronilla viene festeggiata dalla Chiesa cattolica il 31 maggio.
Viene considerata santa patrona dei seguenti comuni italiani:
- Acciano (AQ)
- Assoro (EN)
- Grottazzolina (FM)

### Iconografia
La santa è raffigurata mentre viene guarita da san Pietro; i primi cristiani la rappresentavano con una scopa; spesso è rappresentata come una giovane con un mazzo di chiavi e un ramo di palma. Più raramente è accompagnata da un delfino.